# Eduard H. Steenken
Eduard Heinrich Steenken, Pseudonyme Paul Laurent und Georg Summermatter (* 29. November 1910 in Emden, Provinz Hannover, Königreich Preußen; † 10. August 1989 in Genf), war ein deutsch-schweizerischer Journalist, Übersetzer, Herausgeber und Autor.

## Leben
Eduard H. Steenken wuchs in Ostfriesland auf und ging in seiner Geburtsstadt zur Schule. Nach der Schulzeit war er Hospitant an verschiedenen süddeutschen Universitäten. Ab 1933 lebte er in Genf in der Schweiz, war dort bei mehreren Zeitungen, wie der Neuen Zürcher Zeitung, ständiger Mitarbeiter und war Mitbegründer der Zeitschrift Auslese. Neben seiner Tätigkeit als Übersetzer gab er als Autor eine Reihe von Erzähl- und Lyrikbänden heraus. Des Weiteren schrieb Steenken für verschiedene namhafte Zeitschriften, wie den von Olaf Iversen herausgegebenen Simplicissimus.

## Werke
- Der Hasenkönig. Erzählung
- Nahe Erde. Gedichte
- So geh’ ich hin. Gedichte
- Weert. Erzählungen
- Kleine Bilderbogen der Kindheit. Erzählung
- Der kleine Krug. Gedichte
- Der Bittgang. Erzählung
- Kleine Bilderbogen aus Frankreich. Erzählungen
- Großer Landregen. Gedichte
- Mantel aus Schurwolle. Erzählungen
- Mit Laub macht man Feuer. Erzählung
- Voralpe. Gedichte
- Nüsse unterm Schnee. Erzählungen aus der Advents- und Weihnachtszeit
- Kurven sie den Feldweg zur Rechten. Erzählung
- Hobelspäne. Aphorismen
- Das Glück ist anderswo. Erzählungen
- Grüne Augen genügen nicht. Erzählungen
- Weihnachtsgeschichten aus Niedersachsen. Hrsg.: Gundel Paulsen; Autoren: Heinrich Behnken, Karl Bunje, Wilhelm Busch, Manfred Hausmann, August Hinrichs, Hoffmann von Fallersleben, Albrecht Janssen, Käthe Korth, Hermann Löns, Wilhelm Raabe, Georg Ruseler, Wilhelm Scharrelmann, August Wilhelm Schlegel, Ina Seidel, Heinrich Sohnrey, Eduard H. Steenken, Lulu von Strauß und Torney, Rudolf Otto Wiemer und Hansjürgen Weidlich. Husum Druck- und Verlagsgesellschaft, Husum 1977, ISBN 3-88042-043-2.